# 9K33 Osa

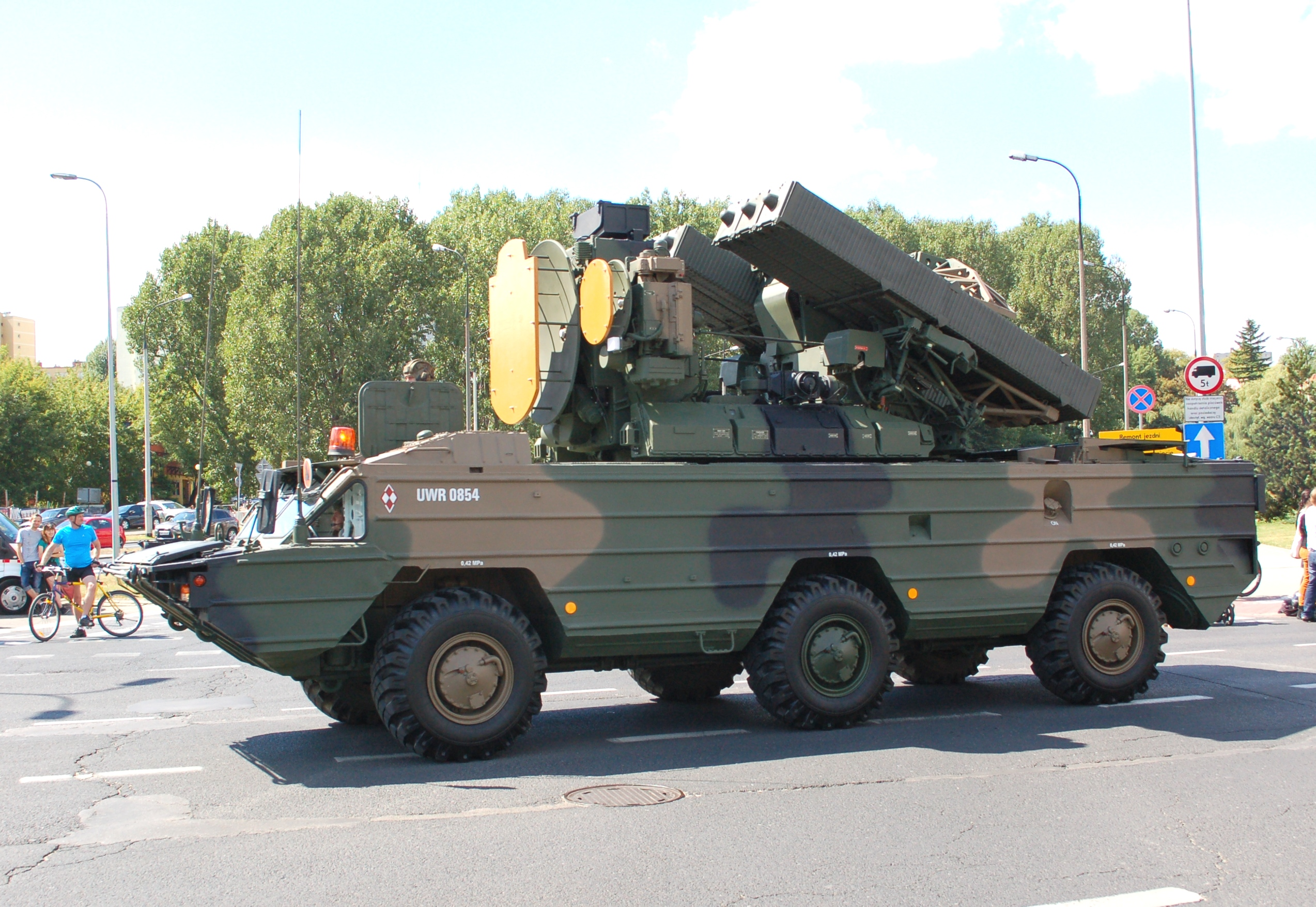
Zestaw 9K33 Osa AKM w służbie polskiej

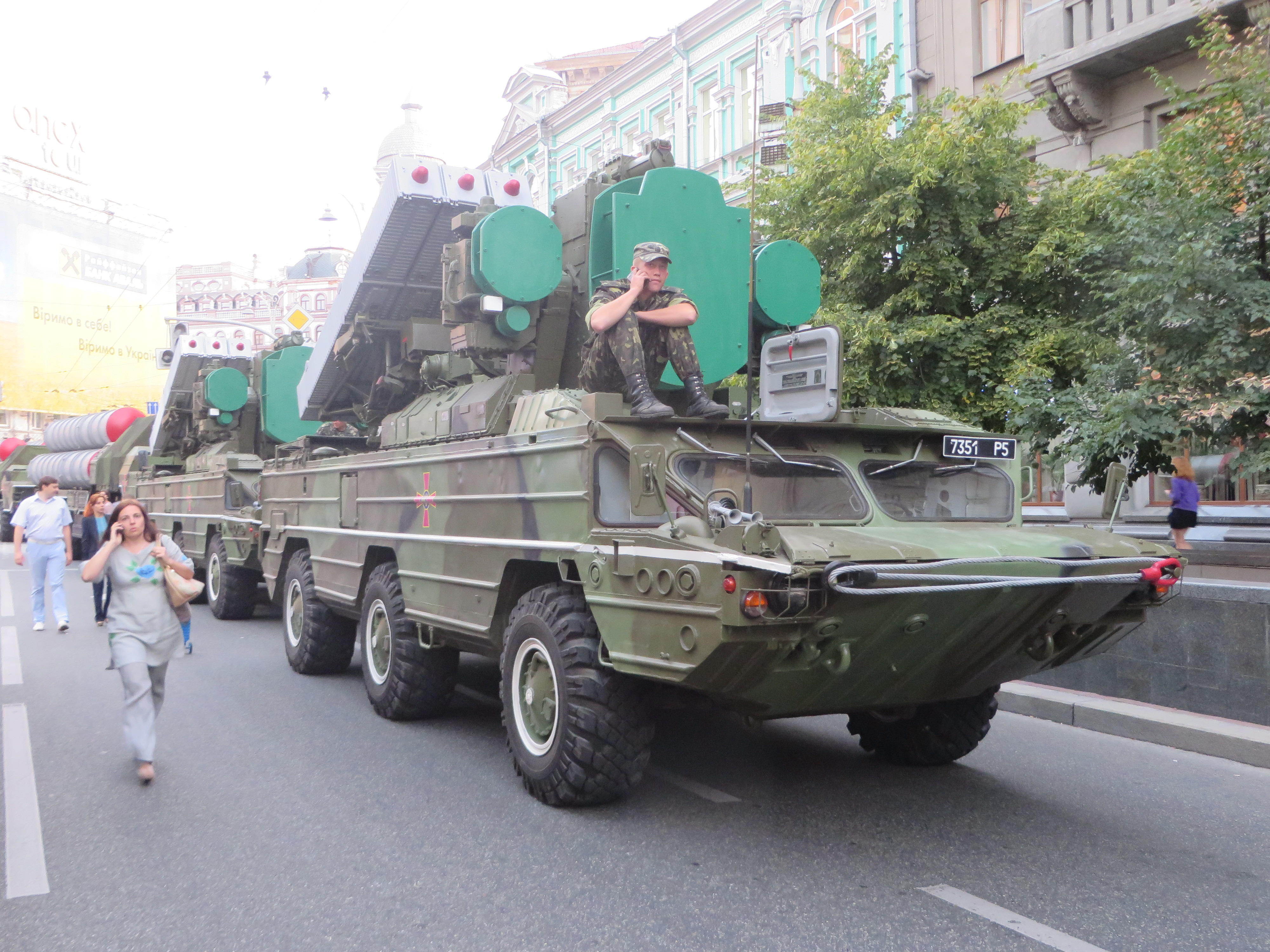
9K33 Osa w służbie ukraińskiej

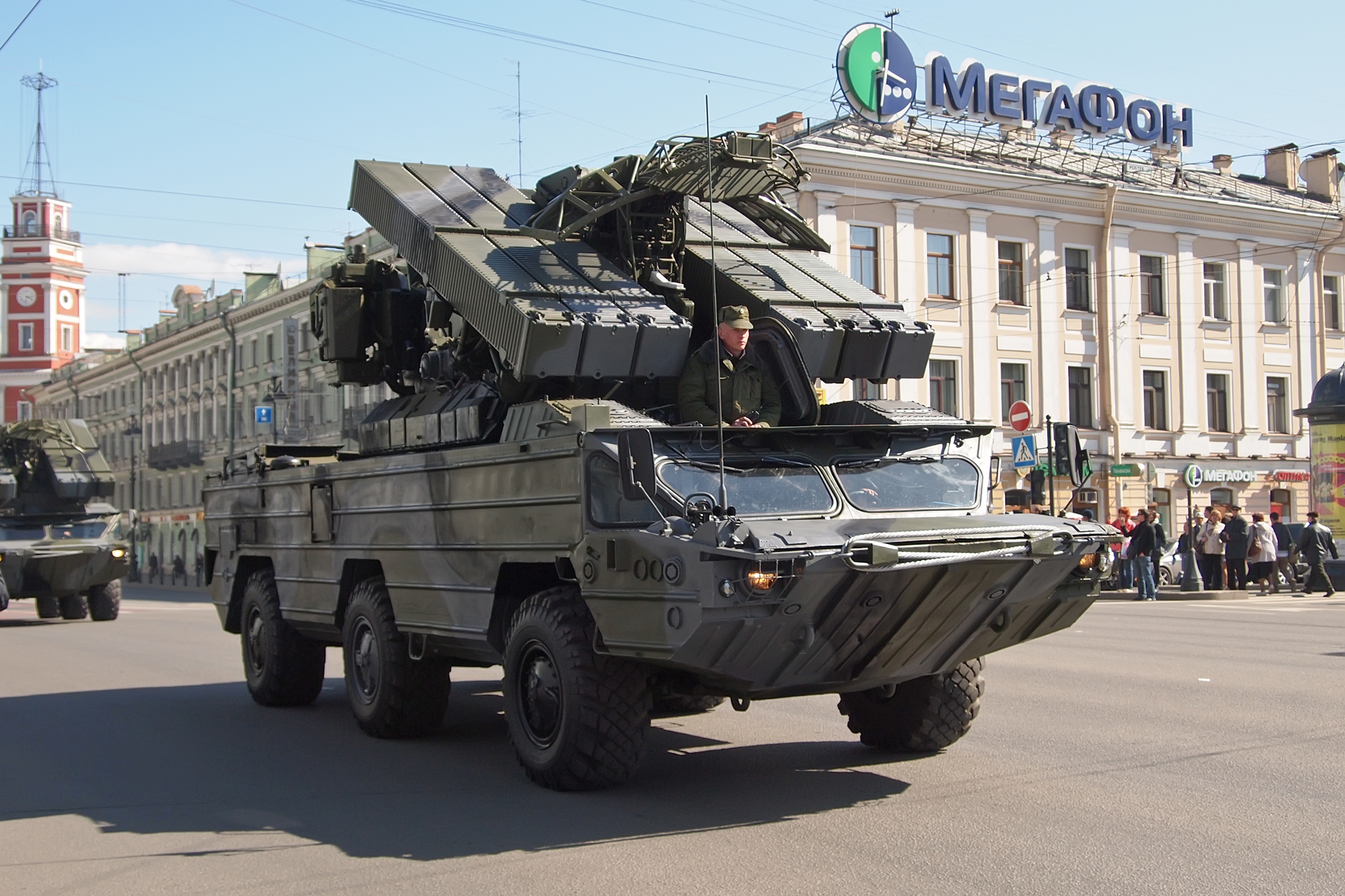
Osa w służbie rosyjskiej

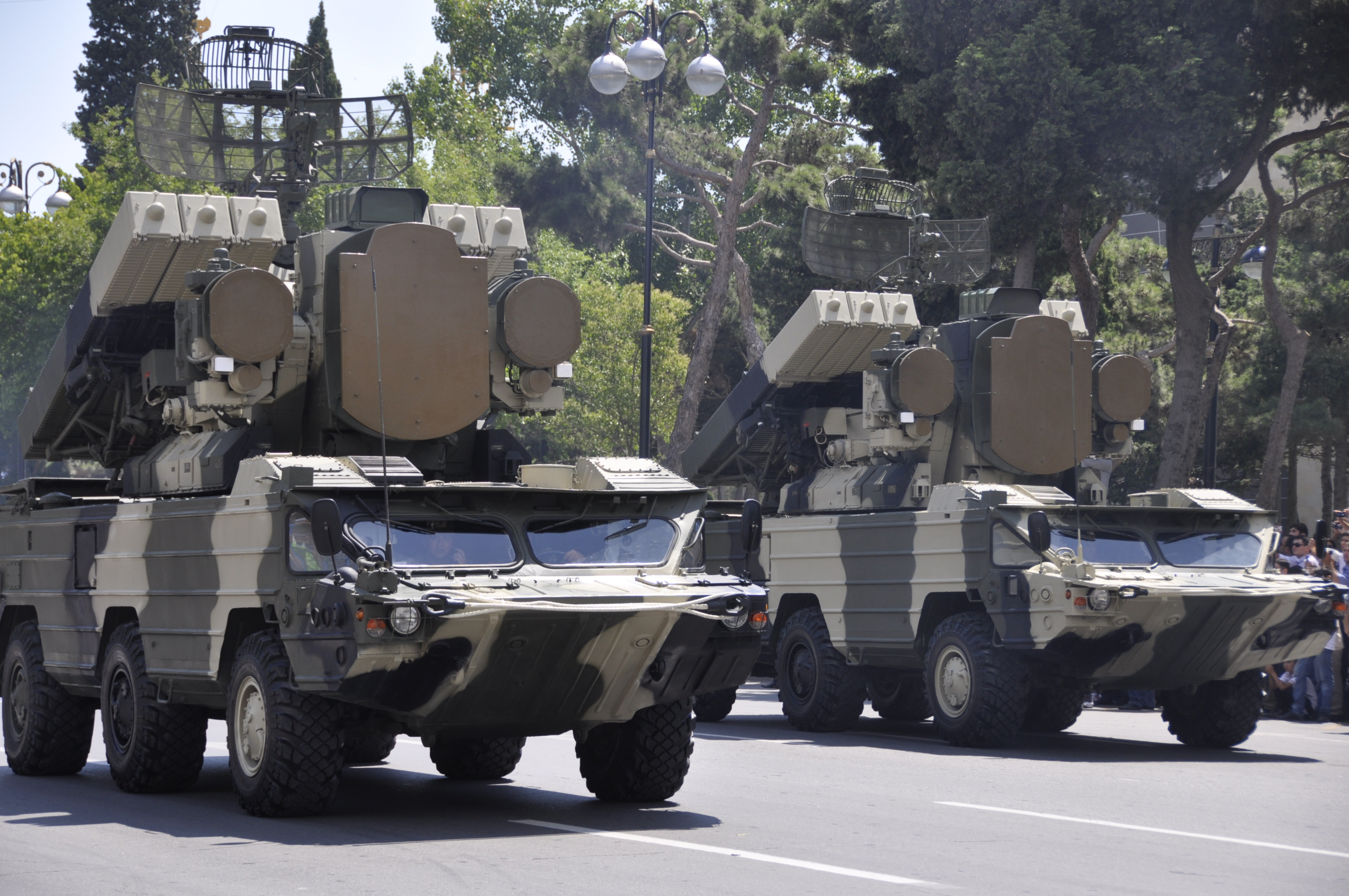
9K33 Osa w służbie Azerbejdżanu

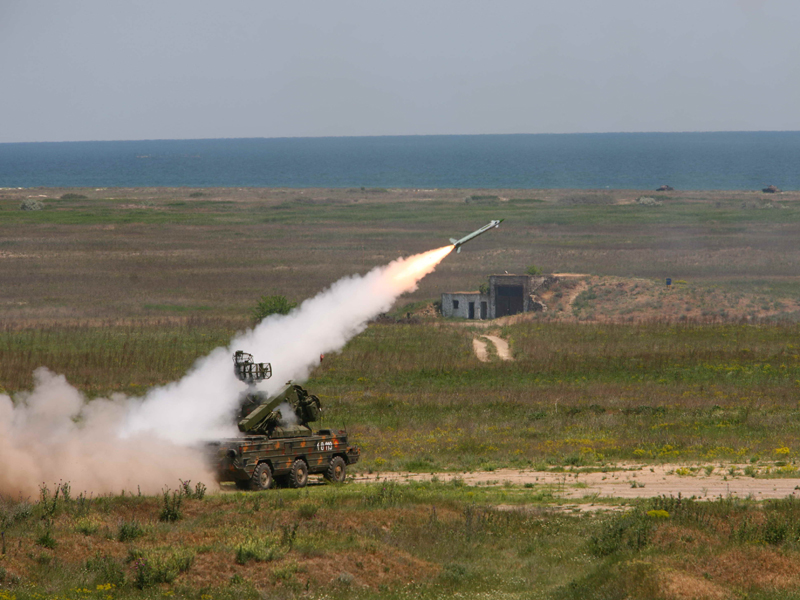
Rumuńska Osa AKM podczas strzelania

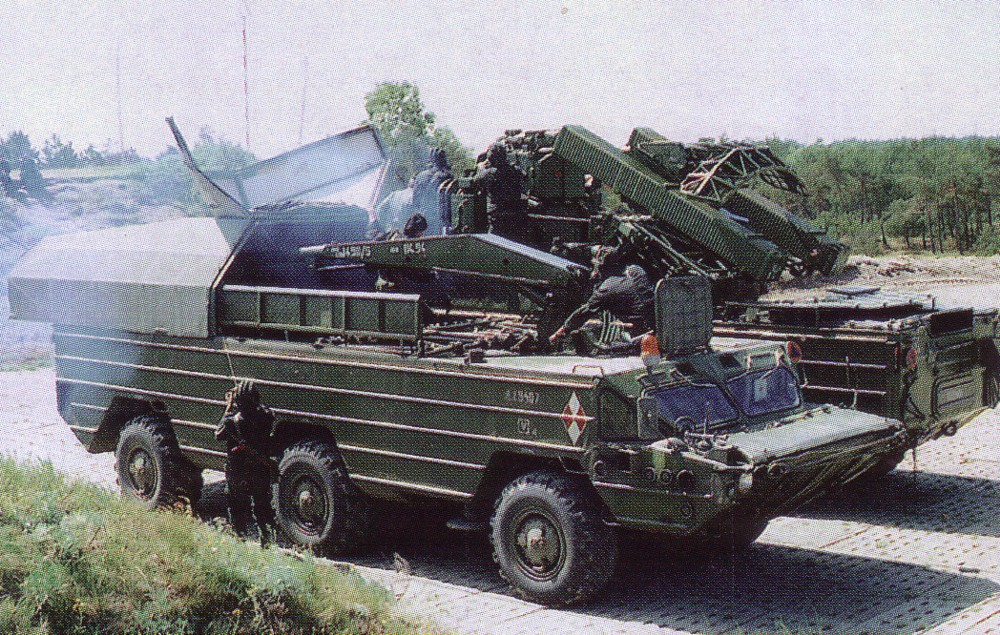
Wóz transportowo załadowczy systemu 9K33 Osa

PRWB OSA (9K33 Osa, ZRK-SD Romb, kod NATO: SA-8 Gecko) – samobieżny przeciwlotniczy zestaw rakietowy „OSA-AK” to pojazd służący do zwalczania celów powietrznych w każdych warunkach atmosferycznych.
Zestaw jest wyposażony w system Rega 2 umożliwiający dowiązanie topograficzne położenia własnego za pomocą systemu GPS, dokładne zobrazowanie pełnej sytuacji w powietrzu przesyłanej od jednostki nadrzędnej oraz przesyłanie meldunków do dowódcy baterii. Posiada też możliwość automatycznego przydziału celów dla dowódcy PRWB.

## Historia powstania
W połowie lat 60. Dowództwo Marynarki Wojennej ZSRR złożyło pakiet wymagań taktyczno-technicznych na nowy lekki przeciwlotniczy system rakietowy. Opracowaniem projektu zajął się Leningradzki Instytut N11-4 będący faktycznie filią OKB-2, pociski rakietowe zostały skonstruowane w Biurze Konstrukcyjnym „Fakieł”. Prototypy zestawu 9K33 zbudowano w latach 1960–1972. Głównym założeniem projektu nowego zestawu miała być duża skuteczność oraz całkowita autonomiczność. Nowo skonstruowany prototyp PZR otrzymał nazwę „OSA-M” i wkrótce przeszedł serię prób na korwecie klasy „Grisza”. Dobre wyniki prób i testów spowodowały rozpoczęcie produkcji seryjnej. Wkrótce PZR „OSA-M" stał się podstawowym wyposażeniem niemal wszystkich klas okrętów nawodnych.
Jeszcze podczas konstruowania OSY zainteresowali się tym projektem przedstawiciele wojsk lądowych. Nowa obiecująca koncepcja OSY spowodowała, iż podjęto decyzję o przystosowaniu PZR do warunków lądowych. Projekt dla wojsk lądowych przewidywał zbudowanie na bazie jednego pojazdu zarówno wyrzutni jak i systemu radiolokatorów i urządzeń naprowadzających. Przy takim założeniu zestaw oprócz tego, że spełniał warunek dużej skuteczności (próby wykazały, że do zniszczenia celu wystarczy salwa dwupociskowa), to jeszcze był mobilny oraz odznaczał się wysoką autonomicznością. Produkcja seryjna trwała w latach 1970–1988.

## Budowa zestawu

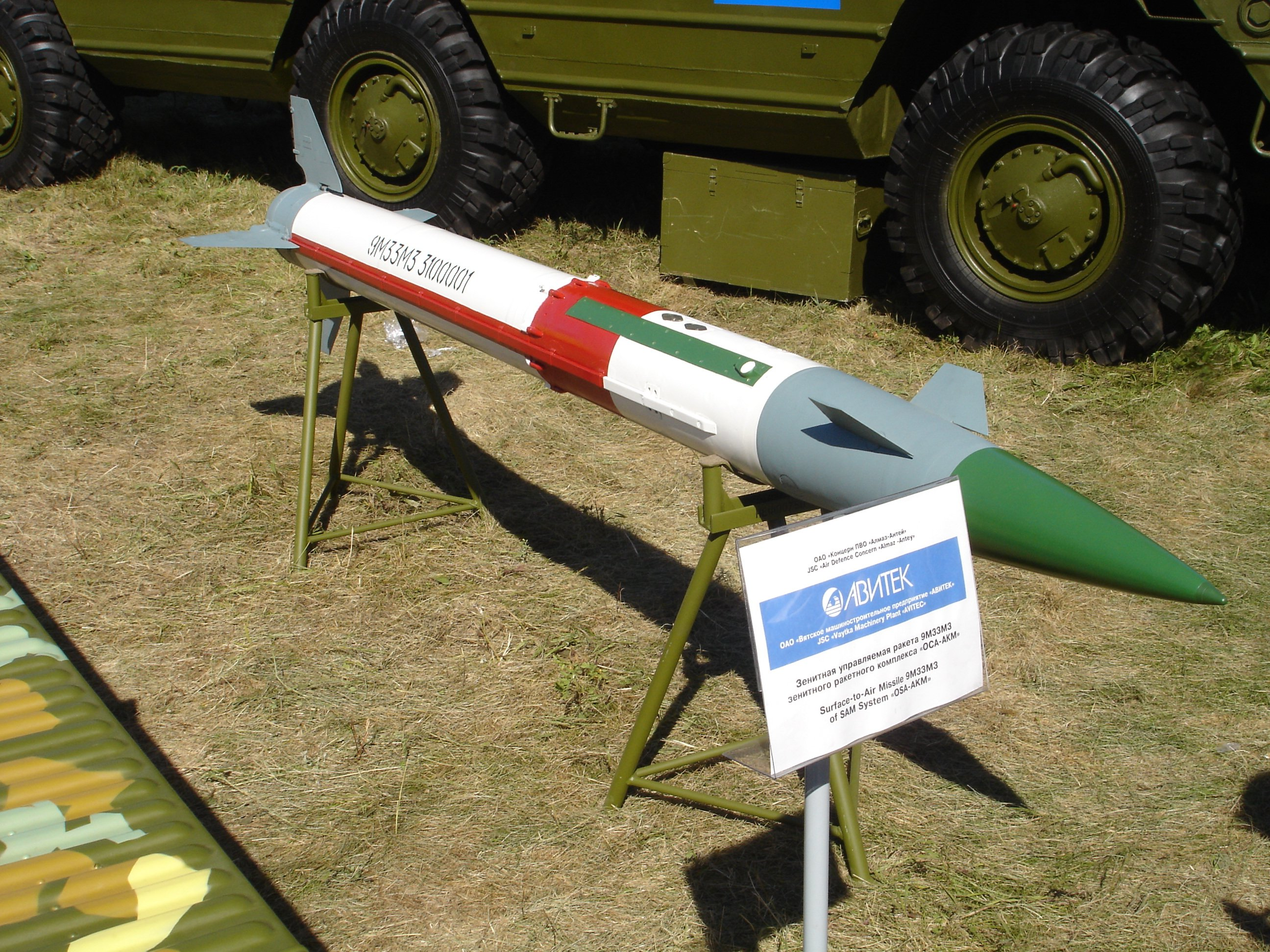
Rakieta 9K33M3

Zestaw zabudowano na podwoziu transportera trzyosiowego, kołowego typu BAZ-5937 (wyrzutnia) i BAZ-5939 (wóz transportowo-załadowczy). Na wozie bojowym – wyrzutni – umieszczono na obrotowej podstawie zespół anten dwóch radiolokatorów (obserwacji okrężnej i śledzenia celu i pocisku) oraz sześć rakiet typu 9M33. Rakiety rozmieszczono na wyrzutniach szynowych, po trzy z każdej strony. Były to niewielkie jednostopniowe rakiety napędzane stałym materiałem pędnym. Posiadały integralne przyspieszacze startowe pracujące podczas startu przez około 2 s. Zestaw 9K33 OSA został przyjęty do uzbrojenia wojsk lądowych w 1973 i w tym samym roku rozpoczęto jego masową produkcję. Pierwszy pułk wyposażony ww. zestaw złożony z 5 baterii po 4 wyrzutnie osiągnął gotowość bojową w 1974. Bateria taka składała się z 4 wozów - wyrzutni i 2 pojazdów załadowczych.

## Opis techniczny

### Uzbrojenie i radar
Zestaw 9K33 jest uzbrojony w 6 pocisków rakietowych, zamontowanych na specjalnej wyrzutni znajdującej się na dachu pojazdu w kontenerach startowych. Pocisk jest śledzony przez radiowy system naprowadzania. Platforma ładunkowa może przenosić od 2 do 6 pocisków kierowanych. Zasięg pocisku wynosi około 2–9 km, a pułap działania do 50–5000 m. Pocisk 9M33M2 Osa-A posiada zwiększony zasięg do 1500-10 000 m, a pułap bojowy w zakresie 25-5000 m. Pocisk 9M33M3 posiadają zaś pułap zwalczania celów powietrznych wynoszący 10-12 000 m, oraz większy zasięg wynoszący około 15 km. Główny radar kierowania ogniem składa się z eliptycznej obrotowej anteny obserwacyjnej zamontowanej na górze macierzy, działającej w paśmie H (6 do 8 GHz) i o zasięgu wykrywania 30 km w stosunku do większości celów. Duża, impulsowa antena sprzęgająca w paśmie J (14,5 GHz) jest zamontowana pod nią w środku tablicy i ma maksymalny zasięg śledzenia około 20 km. Po obu stronach anteny radaru śledzącego jest zamontowana mała paraboliczna antena talerzowa na pasmo J do śledzenia pocisku. Poniżej znajduje się mała okrągła antena, która emituje wiązkę wychwytującą w paśmie I w celu zebrania pocisku wkrótce po wystrzeleniu. Końcowe anteny w szyku to dwie małe, białe prostokątne anteny, po jednej po obu stronach tablicy zamontowanej wzdłuż pasma I. Są one używane do kierowania pociskiem.

### Nośnik zestawu
Osa osadzona jest na sześciokołowym pojeździe oznaczonym jako BAZ-5937. Opierał się on techniczne na kilku wcześniejszych sześciokołowych pojazdach terenowych opracowanych przez zespół projektowy W. A. Graczowa w Fabryce Samochodów im. Lichaczowa w Moskwie. Zestaw jest napędzany silnikiem wysokoprężnym 5D20 B-300 o mocy 300 KM przy 2000 obr./min i jedną turbiną gazową, która służy jako pomocnicza jednostka napędowa. Zasięg pojazdu wynosi około 500 km. Przedział kierowania znajduje się z przodu pojazdu i posiada miejsce dla dwóch osób: kierowcy i dowódcy, z dostępem do niego przez właz w dachu. W pojeździe nie ma innych luków wejściowych/wyjściowych. Zestaw waży 17,5 tony, posiada długość 9,14 m, szerokość 2,75 m oraz wysokość wynoszącą 4,20 m (ze złożonym masztem radaru). Maksymalna prędkość to 80 km/h, zaś prędkość pływania to 8 km/h. Załoga liczy 5 osób.
9K33 jest w pojazdem w pełni amfibijnym, napędzanym w wodzie przez dwa pędniki z tyłu kadłuba. Pojazd wyposażony jest w system ochrony przed bronią atomową, chemiczną oraz biologiczną oraz posiada noktowizję dla dowódcy i kierowcy.

## Wersje[4]
- 9K33 Osa – (w kodzie NATO SA-8A Gecko) pierwsza wersja produkcyjna, wprowadzona w latach 1971–1972. Składa się z czterech odsłoniętych pocisków 9M33 o maksymalnym zasięgu 12 km.
- 4K33 OSA-M – (w kodzie NATO SA-N-4 Gecko) wprowadzony w 1972 roku, jest morską wersją systemu z dwoma pociskami 9M33M na wysuwanej obrotowej wyrzutni Zif-122.
- 9K33M2 Osa-AK – (w kodzie NATO SA-8B Gecko Mod-0) z  systemem TELAR 9A33BM2, został wprowadzony w 1975 roku wraz z nową wyrzutnią sześciu pocisków 9M33M2, gdzie każdy znajdował się w kontenerze startowym[2].
- 9K33M3 Osa-AKM – (w kodzie NATO SA-8B Gecko Mod-1) z systemem TELAR 9A33BM3 i pociskami 9M33M3 został wprowadzony w 1980 roku. Posiadał zasięg maksymalny do 15 km i maksymalną wysokość rażenia celów powietrznych do 12 km. Większość systemów OSA-AKM posiada również antenę systemu IFF[2].
- 9A33BM3-1 – modernizacja rosyjska. Demonstrator powstał w 2005 roku[6].
- 9K33M3-1T Osa-1T – białoruska modernizacja zestawu Osa, opracowana przez firmę Tetraedr. Demonstrator powstał w 2003 roku, a prototyp w 2005 roku[6].
- Osa-AKM-P1 Żądło (SA-8P Sting) – polska modernizacja 9K33M2 Osa-AK i 9K33M3 Osa-AKM. Zestawy posiadają zmodernizowaną wyrzutnię 9A33BM3-P1. Prototyp powstał w 2003 roku i w kolejnym roku wdrożono modernizację seryjną[6]. Zmodernizowany pojazd jest wyposażony w pasywny system wykrywania i identyfikacji SIC 12/TA z kamerą termowizyjną i dalmierzem laserowym oraz system IFF ISZ-01[7][6].
- Osa-AKM zaadaptowana jako wyrzutnia pocisków powietrze-powietrze R-73 przez Ukrainę od końca 2023 roku[8][9]. Przenoszone są na wyrzutni dwa pociski na lotniczych prowadnicach APU-73, wykorzystujące jedynie samonaprowadzanie termiczne, z zasięgiem rażenia celów do 12 km[8].

## Użycie bojowe
Po izraelskiej inwazji na Liban w 1982 roku, w której syryjska obrona powietrzna została zniszczona przez masową kampanię powietrzną przeciwko syryjskim stanowiskom SAM w dolinie Beqaa, Syryjczykom udało się rozmieścić kilka zestawów SA-8. Co najmniej jeden F-4 Phantom podczas misji SEAD został zestrzelony.
Pod koniec lat 80. Kuba rozmieściła kilka jednostek 9K33 Osa w południowej Angoli, co stanowiło poważne zagrożenie dla przewagi RPA w powietrzu na krótkich dystansach podczas południowoafrykańskiej wojny granicznej. Południowoafrykańska 61 Zmechanizowana Grupa Batalionowa zdobyła nienaruszony system rakiet przeciwlotniczych 9K33 Osa 3 października 1987 roku podczas bitwy pod Cuito Cuanavale. Był to pierwszy raz, kiedy taki system dostał się w posiadanie sił spoza Układu Warszawskiego, dając zachodnim agencjom wywiadowczym okazję zbadania ważnego systemu uzbrojenia bloku sowieckiego.
Irak używał systemów Osa podczas I wojny w Zatoce Perskiej w 1991 roku. System był również używany w wojnie rosyjsko-gruzińskiej w 2008 roku. Osa była używana zarówno przez wojsko gruzińskie, jak i rosyjskie.
Libijskie zestawy 9K33 Osa były używane, a niektóre zostały zniszczone podczas wojny domowej w Libii w 2011 roku przez naloty NATO.

### Wojna domowa w Syrii
Podczas wojny domowej w Syrii w grudniu 2012 rebeliantom walczącym z siłami Baszszara al-Asada udało się zdobyć przynajmniej jeden system Osa po nalocie na bazę obrony powietrznej w pobliżu Damaszku, a później, przy różnych okazjach, pojawiały się filmy pokazujące rebeliantów korzystających z tego systemu. W dniu 31 lipca 2013 pojawiło się wideo pokazujące udane wystrzelenie rakiety z systemu Osa obsługiwanego przez rebeliantów z możliwym trafieniem w syryjski śmigłowiec. W dniu 16 stycznia 2014 przesłano film ze zestrzelenia syryjskiego śmigłowca Mi-8. Ciężkie uszkodzenia spadającego helikoptera zdawały się potwierdzać użycie większego pocisku do trafienia helikoptera w porównaniu do uszkodzeń spowodowanych przez przenośny przeciwlotniczy zestaw rakietowy. Ponadto film nagrywający ekran wewnątrz pojazdu Osa pasuje do innego filmu nagranego na zewnątrz. Kolejny film pojawił się 18 stycznia 2014 roku, a pocisk tym razem nie osiągnął zamierzonego celu. 15 października 2015 rosyjskie wojsko poinformowało, że system 9K33 Osa zdobyty przez siły rebeliantów został zniszczony podczas nalotu rosyjskiego bombowca Su-34 w pobliżu Damaszku. 26 czerwca 2016 powstańcy Jaish al-Islam zgłosili kolejną próbę zestrzelenia śmigłowca z systemem przeciwlotniczym Osa i opublikowali film z tego zdarzenia.

### Wojna w Donbasie
Siły ukraińskie poinformowały 30 marca 2019 roku o zniszczeniu w Donbasie systemu rakiet ziemia-powietrze Osa-AKM sił Donieckiej Republiki Ludowej wraz z automatycznym systemem zagłuszania Zhitel R-330Ż.

### Wojna domowa w Jemenie
W dniu 29 listopada 2019 roku rosyjskie źródła spekulowały, że zestaw 9K33 Osa użyty przez siły Huti zestrzelił saudyjski AH-64 Apache.

### Konflikt w Górskim Karabachu
Armeńska obrona powietrzna intensywnie stosowała systemy rakietowe 9K33 Osa podczas konfliktu w Górskim Karabachu w 2020 roku. Podczas pierwszych dni wojny kilka filmów opublikowanych przez armię azerbejdżańską pokazało kilka armeńskich zestawów 9K33 Osa i 9K35 Strieła-10 zniszczonych przez uzbrojone drony Bayraktar TB2.

### Inwazja Rosji na Ukrainę
Ukraińskie zestawy Osa-AKM używane były do obrony terytorium kraju podczas inwazji rosyjskiej począwszy od 2022 roku. Z uwagi na przedłużający się konflikt, problemem stało się wyczerpywanie się zapasów pocisków, które kupowano m.in. na Bliskim Wschodzie. Pod koniec 2023 roku ujawniono zestawy OSA-AKM zmodyfikowane poprzez zainstalowanie wyrzutni samonaprowadzanych termicznie pocisków lotniczych R-73.

## Użytkownicy

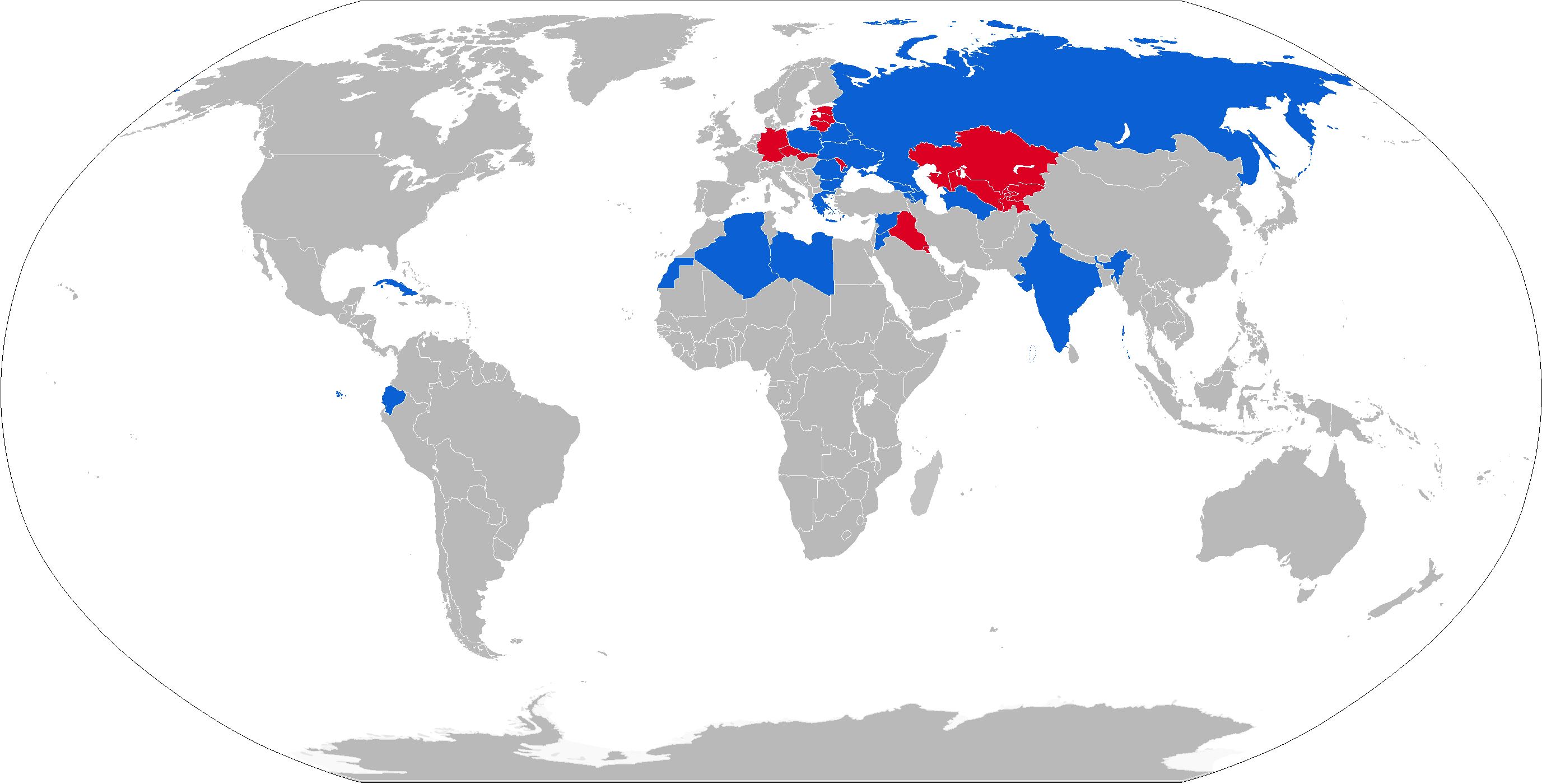
Użytkownicy 9K33, czerwoni byli, niebiescy aktualni

### Aktualni
- Algieria – 24
- Armenia
- Kuba – 16
- Bułgaria – 24
- Białoruś – kilka sztuk zmodernizowanych do wersji Osa-1T
- Azerbejdżan
- Ekwador
- Gruzja
- Korea Północna
- Indie
- Jordania
- Libia
- Polska – 64, 17 egzemplarzy zmodernizowanych do wersji Osa-AKM-P1 Żądło[20][7]
- Rumunia
- Rosja – około 400[20]
- Ukraina
- Arabia Saudyjska
- Syria
- Turkmenistan
- Grecja – 30

### Byli
- Czechosłowacja
- Czechy
- NRD – 41 Osa-AK. Część sprzedana do Grecji po zjednoczeniu Niemiec
- Irak
- Kuwejt
- ZSRR